# Ласпаулес
Ласпаулес (ісп. Laspaúles, кат. Laspaúls) — муніципалітет в Іспанії, у складі автономної спільноти Арагон, у провінції Уеска. Населення — 309 осіб (2009).
Муніципалітет розташований на відстані близько 430 км на північний схід від Мадрида, 90 км на північний схід від Уески.
На території муніципалітету розташовані такі населені пункти: (дані про населення за 2009 рік)
- Абелья: 25 осіб
- Алінс: 13 осіб
- Ардануе: 3 особи
- Денуй: 19 осіб
- Еспес: 13 осіб
- Еспес-Альто: 8 осіб
- Ласпаулес: 123 особи
- Льягунас: 6 осіб
- Неріль: 15 осіб
- Суїльс: 40 осіб
- Вільяплана: 6 осіб
- Вільярруе: 26 осіб

## Демографія
Динаміка населення (INE ):